# پل برنایز
پل برنایز (به آلمانی: Paul Bernays) (زاده ۱۷ اکتبر ۱۸۸۸ در لندن- درگذشته ۱۸ سپتامبر ۱۹۷۷ در زوریخ) ریاضیدان اهل سوییس بود. 

## زندگی و کارنامه

پل برنایز در سن جوانی

او در یک خانواده با ریشه های یهودی آلمانی در لندن زاده شد ولی همچنان شهروندی زوریخ را نیز دارا بود. برنایز از لندن و از راه پاریس در هفت سالگی به برلین رفت. او که در آغاز دلبسته موسیقی بود، سرانجام به ریاضیات روی آورد و در دانشگاه فنی برلین و سپس در دانشگاه برلین و از ۱۹۰۹ در گوتینگن به آموختن ریاضیات پرداخت و در سال ۱۹۱۲ زیر سرپرستی ادموند لانداو دانش آموخته دوره دکتری شد. او در سال ۱۹۳۳ به دلیل نسب یهودیش از کار دانشگاهی برکنار شد و در پی این به سوییس رفت. وی در انستیتو تکنولوژی فدرال زوریخ به کار پرداخت و به همراه گاستون باشلار و فردیناند گونست مجله دیالکتیکا درباره فلسفه را بنیان نهاد. 
برنایز به همراه داوید هیلبرت روی نظریه اثبات کار کرد و کتابی به نام بنیانهای ریاضیات را به همراه وی نوشت که البته بیشتر بخشهایش نوشته خود او بود. 